# Hans Krebs (politik)
Hans Krebs (26. dubna 1888 Jihlava – 15. února 1947 Praha) byl československý politik a poslanec Národního shromáždění republiky Československé za Německou národně socialistickou stranu dělnickou (DNSAP). Za podíl na rozbití republiky získal v rámci nacistického režimu funkci vládního prezidenta v Ústí nad Labem.

## Životopis
Vystudoval národní školu a zemskou vyšší reálnou školu v Jihlavě.
Od mládí se politicky angažoval v německém nacionálně socialistickém hnutí. Redigoval list Deutsche Volkswehr, později Deutsche Arbeiterpresse ve Vídni. V roce 1911 se stal jednatelem Německé dělnické strany (Deutsche Arbeiterpartei) ve Vídni.
Po vypuknutí první světové války byl od srpna 1914 dobrovolníkem v rakousko-uherské armádě, od srpna 1916 jako poručík. Bojoval v jižních Tyrolích, dostal několik vyznamenání s hodností poručíka. Po konci války organizoval Německou nacionálně socialistickou dělnickou stranu (DNSAP) v Čechách. Byl v kontaktu s Adolfem Hitlerem. V Ústí nad Labem působil od roku 1920.
V letech 1918–1919 zasedal v zemském sněmu odštěpenecké provincie Německé Čechy. V letech 1919–1931 byl ředitelem sekretariátu DNSAP a do října 1933 byl zemským předsedou strany v Čechách. Zasedal v obecním zastupitelstvu v Ústí nad Labem.
V parlamentních volbách v roce 1925 získal poslanecké křeslo v Národním shromáždění. Mandát obhájil v parlamentních volbách v roce 1929. Podle údajů k roku 1929 byl povoláním zemským tajemníkem strany v Ústí nad Labem.
Počátkem 30. let 20. století byl jedním z hlavních aktérů v procesu s organizací Volkssport. V říjnu 1933 v souvislosti se zrušením strany německých národních socialistů se vzdal mandátu. Již předtím byl zbaven poslanecké imunity a uvězněn v pankrácké věznici. 8. července 1933 byl propuštěn na kauci 200 000 Kč z vyšetřovací vazby.
Krebs i s manželkou a synem uprchl 2. října 1933 do nacistického Německa, kde se stal příslušníkem SS, zde po čase obdržel hodnost SS-Brigadeführera. Od roku 1936 byl za NSDAP členem totalitního Říšského sněmu. Zastupoval volební okrsek 3 (Berlin Ost). Uvádí se tehdy jako tiskový referent na pruském a říšském ministerstvu vnitra.
Pověření k výkonu funkce vládního prezidenta dostal 18. listopadu 1938. Podílel se na tvrdé perzekuci odpůrců nacistického režimu.

Po druhé světové válce byl souzen československými úřady a nakonec odsouzen k trestu smrti. Ve své závěrečné řeči u soudu pateticky a v rozporu se svou politickou činností pravil: 
„Dnes stojíme před vámi jako obžalovaní a vy jste našimi soudci. V tomto okamžiku se uzavírá plných tisíc let společného, těžkého, ale i velikého historického období. Český národ nyní bude konečně žít sám ve svém národním státě, který se národním stává nejen podle jména, ale i fakticky. Tři miliony Němců byly odsunuty. Je to největší přesun od stěhování národů, možná největší v dějinách. Téměř jedna třetina obyvatelstva Čech, Moravy a Slezska opustila a opouští svůj starý domov. Nechávají za sebou své domy, to, co kdysi nazývali svým vlastnictvím, svou minulost, své mrtvé. Opouštějí práci milionů a práci mnoha staletí, aby se již nikdy nevrátili. Pro toho, kdo to neprožil, je těžké pochopit morální a duchovní břemeno, které nyní neseme. Věřím, že český národ to ocení, nyní nebo později, český národ, jehož kouzelná píseň často dojímala i naše srdce – váš ‘Kde domov můj’. Vím, že budete s námi soucitit, vy, kteří s takovým citem zpíváte '... a to je ta krásná země, země česká, domov můj'. I já jsem tuto zemi náruživě miloval a mám právo to říci, protože mohu dokázat, že má rodina žila v této zemi od roku 1558. Myslím, že musím říci: bojovali jsme za svůj národ v dobré víře. Byli jsme oklamáni, ale nikdo nemůže pochybovat o naší dobré víře. Vždy jsem věřil, že Češi a Němci by mohli vytvořit společný stát jako Švýcarsko, každý ve svém kantonu, ve vlastní autonomii. Nestalo se tak. Dějiny rozhodly jinak. Už nebudete mít ve své zemi národnostní rozpory. Přeji si pouze, aby naše velké oběti nebyly zbytečné, aby z nich konečně vzešlo mírové soužití mezi námi – které jsme bohužel nedokázali vytvořit v jednom státě – soužití s německým státem, se kterým budeme opět sousedit. A tak, i když jiným způsobem, byla zodpovězena otázka, kterou jsem položil v závěru předmluvy ke své knize Boj v Čechách: 'Kdy bude mír v této zemi?' Doufám však a modlím se, aby byla zodpovězena nejen pro současnost, ale i pro budoucnost. Pak i osobní oběti, které musíme přinést, nebudou marné. Ale v okamžiku svého rozloučení voláme: Kéž by oddělení Němců a Čechů konečně přineslo mír oběma! Kéž by utrpení naší doby přineslo konec našemu utrpení navždy. Jen tehdy budou mít všechny ty nezměrné oběti, které musíme my, sudetští Němci přinést a které přinesli v tak velké míře i Češi, nějaký význam. Jen tehdy posloužili nejvyššímu ideálu lidstva – trvalému a čestnému míru.“
Jeho přání se vyplnilo, odloučení Čechů a Němců konečně přineslo mír oběma národům.
Byl popraven oběšením ve věznici Pankrác, v sobotu 15. února 1947 v 15 hodin a 8 minut. Jeho poslední slova zněla: „Ať žije můj německý národ.“